# Ель-Услатія
Ель-Услатія (араб. الوسلاتية) — місто в Тунісі. Входить до складу вілаєту Кайруан. Станом на 2004 рік тут проживало 8 444 особи.